# Vladimir Koman
Vladimir Koman (* 16. März 1989 in Uschhorod, Sowjetunion, heute Ukraine) ist ein ungarischer ehemaliger Fußballspieler ukrainischer Abstammung.
2009 wurde er mit dem „Silbernen Schuh“ für den zweitbesten Torschützen der Junioren-Fußballweltmeisterschaft 2009 ausgezeichnet.

## Vereinskarriere
Koman wurde als Sohn des ehemaligen sowjetischen Fußballprofis Wolodymyr Koman in der heutigen Ukraine geboren. Als sein Vater 1990 nach Ungarn zu Haladás Szombathely wechselte, nahm er seine gesamte Familie mit. Nach seinem Karriereende 1993 verblieb die Familie in Ungarn.
Sohn Vladimir startete daraufhin seine Fußballkarriere ebenfalls bei Haladás, wo er zu einem großen Talent heranreifte. 2004 hatte er bereits das Interesse verschiedener internationaler Vereine auf sich gezogen, ehe er 2005, 16-jährig, nach Italien zu Sampdoria Genua wechselte.
Nach knapp einem Jahr in der Jugend von Genua, wurde er bereits in den Profikader aufgenommen. Sein Debüt in der Serie A feierte er am 7. April 2007 im Spiel gegen den FC Turin. Koman stand in der Startformation und gab gleich die Vorlage zum einzigen Tor des Spiels durch Emiliano Bonazzoli. In der gleichen Saison führte er die „Primavera“ von Sampdoria zum Meistertitel in der U-20 Meisterschaft in Italien.
Zur Saison 2008/09 wurde er von Sampdoria in die Serie B an US Avellino verliehen. Im schwachen Kader war Koman der Lichtblick, erzielte in 28 Saisoneinsätzen vier Tore und galt mit 19 Jahren als der „Chef“ im Mittelfeld. Trotzdem stieg Avellino zum Ende der Saison als Vorletzter in die dritte Liga ab. In Folge kehrte er wieder nach Genua zurück, woraufhin er umgehend zum Serie-A-Aufsteiger AS Bari weiterverliehen wurde.
Am 15. August 2009 debütierte er beim 1:1 gegen den FC Empoli in der Coppa Italia für Bari. Daraufhin wurde er für die Junioren-Fußballweltmeisterschaft 2009 abgestellt, wodurch er bis zum November 2009 zu keinem Einsatz in der Serie A für Bari kam. Zur Saison 2010/11 kehrte Koman zu Sampdoria zurück, die Spielzeit verlief aber äußerst enttäuschend. International scheiterte man zunächst in der Qualifikation zur UEFA Champions League 2010/11 am deutschen Klub Werder Bremen und verpasste in der anschließenden Gruppenphase der UEFA Europa League 2010/11 hinter der PSV Eindhoven und Metalist Charkiw den Einzug in die K.-o.-Runde. In der Liga stand am Ende der Spielzeit der 18. Tabellenplatz und damit der Abstieg in die Serie B.
Am 31. Januar wechselte Koman zum französischen Zweitligisten AS Monaco und unterschrieb dort einen Viereinhalbjahresvertrag. Sein Vertrag in Genua lief zum Saisonende aus.
Zur Saison 2016/17 wechselte er zum türkischen Erstligisten Adanaspor.

## Nationalmannschaft
Erstmals auf sich aufmerksam machte er als Kapitän der ungarischen U-16-Nationalmannschaft, mit der er die Qualifikation für die U-17-Europameisterschaft 2006 in Luxemburg schaffte. Zwar schied man daraufhin nach zwei unglücklichen Niederlagen gegen den späteren Gewinner Russland und Spanien und einem Sieg gegen das Gastgeberland Luxemburg bereits in der Vorrunde aus, doch deutete man bereits das große Potential der Mannschaft an.
Im Jahr 2008 hatte er, abermals als Kapitän von Ungarn, die Qualifikation für die U-19-Europameisterschaft in Tschechien geschafft. In der Vorrunde des Turniers schaltete man daraufhin unter anderem den Rekordweltmeister Spanien aus und drang bis ins Halbfinale vor, wo man jedoch durch eine 0:1-Niederlage gegen Italien ausschied. Koman ließ mit starken Leistungen aufhorchen und wurde unter die zehn besten Spieler des Turniers gewählt.
2009 folgte der bis dato größte Erfolg von Koman auf internationaler Ebene. Mit der U-20-Nationalmannschaft nahm er an der Junioren-Fußballweltmeisterschaft 2009 in Ägypten teil. Aufgrund der früheren Erfolge der Mannschaft, die sich seit der U-17 nur marginal verändert hatte, wurde Ungarn als „Geheimfavorit“ gehandelt, was die Mannschaft zu bestätigen wusste. Mit zwei Siegen und eine Niederlage überstand man die Gruppenphase als Tabellenführer und schaltete daraufhin Tschechien und auch Italien aus. Erst im Halbfinale verlor man mit 2:3 gegen den späteren Weltmeister Ghana. Das Spiel um Platz 3 gewann man im Elfmeterschießen gegen Costa Rica. Das Tor zum 1:1 für Ungarn fiel erst in der 91. Spielminute per Elfmeter, den Koman verwandelte. Im Laufe des Turniers absolvierte Koman sechs Spiele, in denen ihm fünf Torerfolge gelangen, was ihm die Auszeichnung des „Silbernen Schuhs“ für den zweitbesten Torschützen des Turniers einbrachte. Weiters wurde er abermals unter die zehn besten Spieler des Turniers gewählt. Einige Medien äußerten ihr Unverständnis, warum Koman trotz seiner durchwegs starken Auftritte, nicht unter die drei besten Spieler des Turniers gewählt wurde.
Von 2009 bis 2010 war er auch für die ungarische U-21-Nationalmannschaft aktiv.
Am 29. Mai 2010 gab er sein Debüt für die A-Nationalmannschaft Ungarns. Bei der 0:3-Niederlage in Budapest gegen Deutschland stand er in der Startelf und wurde zwei Minuten vor Schluss ausgewechselt.

## Titel und Erfolge

### Verein
- 1× Meister: Primavera

### Nationalmannschaft
- 3. Platz: Junioren-Fußballweltmeisterschaft 2009
- 3. Platz: U-19 Europameisterschaft 2008

### Als Spieler
- 1× Silberner Schuh: Junioren-Fußballweltmeisterschaft 2009